# Gimat
Gimat település Franciaországban, Tarn-et-Garonne megyében. Lakosainak száma 231 fő (2022. január 1.). Gimat Auterive, Beaumont-de-Lomagne, Cumont, Esparsac, Faudoas, Glatens, Lamothe-Cumont és Marignac községekkel határos.

## Népesség
A település népessége az elmúlt években az alábbi módon változott:
| Lakosok száma | 208  | 220  | 234  | 230  | 235  | 240  | 243  | 248  | 231  |
|               | 2013 | 2015 | 2016 | 2017 | 2018 | 2019 | 2020 | 2021 | 2022 |